# Districte de Tsangano
El districte de Tsangano és un districte de Moçambic, situat a la província de Tete. En 2007 comptava amb una població de 171.686 habitants. Limita al nord i nord-oest amb el districte d'Angónia, a l'oest amb el districte de Chiuta, al sud amb el districte de Moatize i a l'est amb Malawi.

## Divisió administrativa
El districte està dividit en dos postos administrativos (Ntengo-Wambalane i Tsangano), compostos per les següents localitats:
- Posto Administrativo de Ntengo-Wambalane:
  - Banga
  - Ntengo-Wambalane
- Posto Administrativo de Tsangano:
  - Chiandame
  - Chivano
  - Maconje
  - Tsangano